# 代代代
代代代（だいだいだい）は、日本の女性アイドルグループである。2016年にライブデビュー。レーベルはLonesome Record。

## 概要
細胞彼女などを手掛けた小倉ヲージがプロデュースを務める女性アイドルグループ。
コンセプトは「ニュースタンダードを掲げる5人組の少女隊。ジャンルはSOLID CHAOS POP。」ブレイクコア、ハードコアテクノを主体とした曲調が特徴である。ファンの総称は「よよよ」

## 沿革
2016年
- 9月22日、代代代の結成を発表。メンバーを公開。「スティーヴンモノリス」のティザー映像が公開（現在映像は削除済み）[1]。
- 9月26日、「スティーヴンモノリス」「TENPENCHii!!」二曲を含む楽曲DLコード付きフライヤーの配布を開始。[2]
- 11月6日、『IDOL ROCKS!』（味園ユニバース）で初ライブ。[1]

2017年
- 2月25日、ファーストCD「伐伐伐」発売[3]
- 4月2日、収録内容の異なる楽曲DLコードがついたTシャツ3種類を発売。[4]
- 6月14日、DVD-R 映像作品「OFFICIAL BOOTLEG VOL.1」を会場限定で発売。[5]
- 7月8日、松原綾香が脱退。
- 8月2日、「血湧き肉ダンス」のMVが公開。
- 8月20日、セカンドCD「戎戎戎」発売[6]
- 10月27日、ここあが脱退。[7]
- 11月1日、新メンバーオーディションを行う事を告知[8]
- 11月11日、『代代代×くぴぽ 定期インストア』（タワーレコード梅田NU茶屋町店）で「ブラクラサバス（DEMO）」をタワレコ定期インストア限定で発売。[9]

2018年
- 3月14日、初ミニアルバム「戌戌戌」発売。[10]
- 3月31日、『月末棚卸し、改め、代代代1期締め、改め、代ちゃんたちの新たなる一歩！4人編成ラストパーティ、改め、DEMON TAPES年度末総決算懺悔ミーティング』（南船場地下一階）にてアユ、みすゞ、六花の加入を発表。
- 4月22日、『IDOL ROCKS!』（心斎橋サンホール）にて新メンバー・アユ、みすゞ、六花のお披露目ライブ。
- 7月20日、「ZZアリン」のMVが公開。
- 8月25日、ファーストワンマンライブ『代代代代代代代』（梅田シャングリラ）を開催。
- 10月24日、ミニアルバム『むだい』発売。[11]
- 12月27日、アユが脱退[12]

2019年
- 1月31日、宇野祐生佳が体調不良の為活動を休止。[13]
- 2月23日、東京ファーストワンマンライブ『白い夜』（渋谷Milkyway）を開催。「そういえば FOREVER」のDLコードを会場限定で発売。[14]
- 3月3日、大阪セカンドワンマンライブ『黒い朝』（心斎橋MUSE）を開催。「8BEAT GANG」のDLコードを会場限定で発売。[14]
- 3月23日、フリーワンマンライブ『白くて黒い昼』（心斎橋MUSE BOX）を開催。来場者特典として「代代代布教教材」を配布。[15]
- 5月13日、宇野祐生佳、みすゞ、六花が2019年9月14日『大代代代祭』をもって卒業することを発表。[16] それに伴い新メンバーオーディションを行う事を告知。[17]
- 5月28日、配信限定シングル「ピラニア」をリリース。[18]
- 6月1日、30分×4発ワンマン『代 or DIE』（新宿motion）を開催。
- 6月15日、メンバーの宇野祐生佳が手掛ける「くちうつしうつくしい」のMVが公開。[19]
- 6月14日、再録版『代戎戌』を店舗限定で発売。[20]
- 6月29日、宇野祐生佳が活動を再開。
- 7月10日、シングル「くちうつしうつくしい」発売。
- 8月11日、映像作品『白い夜 黒い朝』のDVDを発売。[21]
- 9月14日、ワンマンライブ『大代代代祭』（味園ユニバース）を開催。宇野祐生佳、みすゞ、六花が卒業。
- 9月22日、『大代代代祭』より「ワールドワイドハピネス」のライブ動画が公開。
- 9月29日、出雲なる、ヒメカノンの加入を発表。[22]
- 10月6日、「すべては薄命の中で（SHORT ver.）」のリリックビデオを公開。
- 10月14日、シングル「すべては薄命の中で」をリリース。
- 10月27日、フリーワンマンライブ『我我我』（心斎橋MUSE）を開催。新メンバー・出雲なる、ヒメカノンのお披露目ライブ。

2020年
- 5月1日、代代代の所属するMINIMARINGのファンクラブ『MINIMARING CLUB』始動。
- 5月27日、アルバム『Φ』をリリース。
- 5月31日、ヒメカノンが持病の手術の為入院と活動の制限を発表。
- 7月21日、療養のため活動制限中のヒメカノンが術後容態が安定しない為活動を休止。
- 9月14日、代代代ツイキャス内にて2020年11月2日『セルゲーム』開催発表ならびに同公演よりヒメカノンのライブ活動再開を発表。[23]
- 11月2日、ワンマンライブ『セルゲーム』（渋谷WWWX）を開催。ヒメカノンがライブ活動再開。ミニアルバム『The absurd is the essential concept and the first truth』の発売を発表。[24]

2021年
- 2月14日、ミニアルバム『The absurd is the essential concept and the first truth』より「死神」のリリックビデオを公開。
- 6月20日、ヒメカノンが脱退[25]。

2022年
- 2月16日、アルバム『MAYBE PERFECT』をリリース[26]。

2023年
- 8月13日、活動終了[27]。

## メンバー

### 現メンバー
| 氏名                      | 誕生日   | 愛称   | 備考                                                                    |
| ------------------------- | -------- | ------ | ----------------------------------------------------------------------- |
| 宮衣 紗羽 （みやい さわ） | 10月24日 | さわぷ | オリジナルメンバー                                                      |
| 丹南偲穂 （たんなんしほ） | 7月22日  | なむ子 | オリジナルメンバー 2019年10月20日に「たんなむ。」から「丹南偲穂」に改名 |
| 梨央 （りお）             | 8月1日   | りおり | オリジナルメンバー                                                      |
| 出雲なる （いずもなる）   | 12月2日  | いず   | 2019年9月29日加入                                                       |

### 元メンバー
| 氏名                          | 誕生日   | 備考 |
| ----------------------------- | -------- | --- |
| 松原 綾香 （まつばら あやか） | 3月30日  | オリジナルメンバー、2017年7月8日脱退 |
| ここあ                        | 3月9日   | オリジナルメンバー、2017年10月27日脱退 |
| アユ                          | 10月1日  | 2018年3月31日加入、2018年12月27日脱退 脱退後、LAST IN MY CULT（「笹木あゆ」）、リリスリバース（「モエギ」）を経て、2022年よりmetarium（「七瀬あゆ」） |
| 宇野 祐生佳 （うの ゆうか）   | 10月21日 | オリジナルメンバー 2019年1月31日より体調不良のため活動休止、2019年6月29日より活動を再開、2019年9月14日脱退 現くぴぽ（「うの」）                       |
| みすゞ                        | 7月14日  | 2018年3月31日加入、2019年9月14日脱退 |
| 六花 （りっか）               | 3月26日  | 2018年3月31日加入、2019年9月14日脱退 |
| ヒメカノン                    | 4月24日  | 2019年9月29日加入、2021年6月20日脱退 現おこさまぷれ〜と。                                                                                             |

## ディスコグラフィー

### コンピレーション・アルバム
- 遅れてゴメンネ! (2016年12月7日) 【TUR-015】[32]
  - 「TENPENCHii!」収録

### DVD
| # | 発売日        | タイトル                    | 備考 |
| - | ------------- | --------------------------- | --- |
| 1 | 2017年6月4日  | OFFICIAL BOOTLEG VOL.1      | 会場限定発売 |
| 2 | 2017年9月30日 | OFFICIAL BOOTLEG VOL.1.5    | 2017年9月30日のタワーレコード梅田NU茶屋町店『代代代&・・・・・・・・・&くぴぽ トリプルインストア in タワレコNU茶屋町』で「戎戎戎」1枚購入につき1枚貰える特典券2枚と引き換え |
| 3 | 2018年3月17日 | 1/14『音楽的偶像』ライブDVD | 2018年3月17日の新宿dues『戌戌戌インストア！』で「戌戌戌」1枚購入につき1枚貰える特典券2枚と引き換え                                                                          |
| 4 | 2018年3月24日 | OFFICIAL BOOTLEG VOL.1.7    | 2018年3月24日の梅田NU茶屋町店『戌戌戌インストア大阪！』で「戌戌戌」1枚購入につき1枚貰える特典券2枚と引き換え                                                                |
| 5 | 2019年8月11日 | 白い夜 黒い朝               | |

### パンフレット
- 大代代代祭公式パンフレット
  - 2019年9月14日『大代代代祭』の会場、または通信販売でのみ販売。

## 出演

### 雑誌
- 『BOUQUET(ブーケ) Vol.10』(2016年12月9日発行)[36]
- 『IDOL FILE Vol.01 関西編』(2016年12月16日発行)[36]
- 『別冊 IDOL FILE MONOTONE CLASSY IDOL』(2018年11月2日発行、宇野祐生佳が掲載)[37]
- 『UTB+ vol.49』(2019年12月11日発行)[38]

### ウェブテレビ
- 矢口真里の火曜TheNIGHT（2022年2月16日[39]、7月6日、ABEMA）2022年7月は梨央のみ